# Liga Uruguaya de Básquetbol 2004-05
La II Liga Uruguaya de Básquetbol, edición 2004-05, organizada por la FUBB, se inició el 3 de septiembre de 2004 y culminó el 17 de marzo de 2005, consagrando a Salto Uruguay como campeón por primera vez.

## Sistema de disputa
El sistema de disputa de la Liga consta básicamente de tres etapas: el torneo clasificatorio, la segunda fase y los play-offs que abarca los cuartos de final, las semifinales y las finales.
La liga comienza con el Torneo Clasificatorio, donde cada equipo deberá jugar contra todos sus rivales una vez. Terminada esta fase, pasarán a la próxima ronda los 10 primeros equipos, el resto de los equipos pertenecientes a Montevideo pasarán a jugar la Rueda de Permanencia donde se decidirán dos descensos y si uno del interior se encuentra entre los últimos tres de la tabla, descenderá de categoría y volverá al Torneo Regional.
Luego de culminado el Torneo de Clasificación los 10 primeros juegan la Segunda fase que consiste de dos ruedas, las rueda de Apertura y la de Clausura. Jugaran todos contra todos una vez por cada rueda. Culminada esta fase dos equipos quedarán eliminados y ocho serán los que jueguen los play-offs. Simultáneamente se jugará la Rueda de Permanencia con los restantes equipos de Montevideo, aquí se enfrentarán todos contra todos en un único encuentro y arrastran todos los puntos de la fase anterior: los últimos dos descenderán de categoría para jugar el Torneo Metropolitano 2005.
La primera fase de los play-offs son los cuarto de final (los cruces se darán de acuerdo a la posición en la tabla, 1º vs. 8º, 2º vs. 7º, 3º vs. 6º y 4º vs. 5º), al mejor de tres. Los vencedores pasaran a semifinales jugadas al mejor de cinco, de estas semifinales saldrán triunfantes solo dos equipos que se enfrentarán también en cinco contiendas por el título de Campeón de la Liga Uruguaya de Básquetbol.

## Equipos participantes

### Información de los equipos
Notas: todos los datos estadísticos corresponden a la Liga Uruguaya de Básquetbol organizada por la FUBB. La columna "estadio" refleja el estadio donde el equipo más veces oficia de local en sus partidos, pero no indica que el equipo en cuestión sea propietario del mismo.
| Club                | Ciudad         | Estadio                        | Capacidad | Fundación                | Temporadas | Temp. Consecutivas | Ligas | 2003              |
| ------------------- | -------------- | ------------------------------ | --------- | ------------------------ | ---------- | ------------------ | ----- | ----------------- |
| Aguada              | Montevideo     | Estadio Aguatero               | 3.738     | 28 de febrero de 1922    | 1          | 1                  | 0     | Cuartos de final  |
| Anastasia           | Fray Bentos    | Estadio Socios Fundadores      |           | 1959                     | 1          | 1                  | 0     | T. Clasificatorio |
| Atenas              | Montevideo     | Estadio Antonio María Borderes | 1,565     | 11 de agosto de 1918     | -          | -                  | -     | -                 |
| Biguá               | Montevideo     | Villa Biarritz                 | 1,200     | 14 de abril de 1931      | -          | -                  | -     | -                 |
| Cordón              | Montevideo     | Estadio Julio Zito             |           | 8 de mayo de 1944        | 1          | 1                  | 0     | Cuartos de final  |
| Defensor Sporting   | Montevideo     | Estadio Defensor Sporting      | 200       | 14 de septiembre de 1910 | 1          | 1                  | 1     | Campeón           |
| Goes                | Montevideo     | Estadio Plaza de las Misiones  | 4,420     | 10 de abril de 1934      | -          | -                  | -     | -                 |
| Independiente       | Mercedes       |                                |           |                          | 1          | 1                  | 0     | Cuartos de final  |
| Malvín              | Montevideo     | Gimnasio Juan Fco. Canil       | 1,500     | 28 de enero de 1938      | -          | -                  | -     | -                 |
| Olimpia             | Montevideo     | Estadio Albérico J. Passadore  | 1,200     | 17 de septiembre de 1918 | -          | -                  | -     | -                 |
| Paysandú BBC        | Paysandú       |                                |           |                          | 1          | 1                  | 0     | Subcampeón        |
| Club Atletico Plaza | Nueva Helvecia | Estadio Néstor Naviliat        |           |                          | 1          | 1                  | 0     | T. Clasificatorio |
| Salto Uruguay       | Salto          |                                |           | 5 de abril de 1905       | 1          | 1                  | 0     | Semifinal         |
| Tabaré              | Montevideo     | Estadio Club Atlético Tabaré   | 1,100     | 9 de julio de 1931       | -          | -                  | -     | -                 |
| Trouville           | Montevideo     | Gimnasio Club Trouville        | 1,500     | 1 de abril de 1922       | 1          | 1                  | 0     | Semifinal         |
| Unión Atlética      | Montevideo     |                                |           | 29 de julio de 1921      | -          | -                  | -     | -                 |
| Welcome             | Montevideo     |                                |           | 13 de octubre de 1926    | -          | -                  | -     | -                 |

## Desarrollo

### Torneo Clasificatorio
Tras esta etapa quedaron diez clasificados a segunda fase, seis equipos pasaron a la Rueda de Permanencia y un equipo del interior descendió (Club Atlético Plaza).
| Puesto | Equipo              | PG | PP | PJ | Ptos. |
| ------ | ------------------- | -- | -- | -- | ----- |
| 1º     | Trouville           | 11 | 5  | 16 | 27    |
| 2º     | Defensor Sporting   | 11 | 5  | 16 | 27    |
| 3º     | Aguada              | 11 | 5  | 16 | 27    |
| 4º     | Paysandú BBC        | 10 | 6  | 16 | 26    |
| 5º     | Biguá               | 10 | 6  | 16 | 26    |
| 6º     | Independiente       | 10 | 6  | 16 | 26    |
| 7º     | Welcome             | 9  | 7  | 16 | 25    |
| 8º     | Salto Uruguay       | 9  | 7  | 16 | 25    |
| 9º     | Anastasia           | 8  | 8  | 16 | 24    |
| 10º    | Malvín              | 8  | 8  | 16 | 24    |
| 11º    | Cordón*             | 10 | 6  | 16 | 24    |
| 12º    | Olimpia             | 7  | 9  | 16 | 23    |
| 13º    | Unión Atlética      | 7  | 9  | 16 | 23    |
| 14º    | Tabaré              | 5  | 11 | 16 | 21    |
| 15º    | Club Atletico Plaza | 5  | 11 | 16 | 21    |
| 16º    | Atenas              | 3  | 13 | 16 | 19    |
| 17º    | Goes                | 2  | 14 | 16 | 18    |

- Cordón fue sancionado con la pérdida de dos puntos y paso a la Rueda de Permanencia en lugar de Malvín debido a que perdió el partido de desempate.

|  | Equipos clasificados a la Segunda fase. |
|  | Pasan a la Rueda de Permanencia.        |
|  | Desciende a Segunda División.           |

### Rueda de Permanencia
Fue disputada por aquellos equipos de Montevideo que no clasificaron para la Segunda fase, y concluyó con el descenso de dos equipos, Goes y Tabaré.
| Puesto | Equipo         | PG | PP | PJ | Ptos. |
| ------ | -------------- | -- | -- | -- | ----- |
| 1º     | Cordón*        | 11 | 10 | 21 | 30    |
| 2º     | Olimpia        | 9  | 10 | 19 | 28    |
| 3º     | Unión Atlética | 9  | 11 | 20 | 29    |
| 4º     | Atenas         | 8  | 13 | 21 | 29    |
| 5º     | Tabaré         | 7  | 14 | 21 | 28    |
| 6º     | Goes           | 3  | 17 | 20 | 23    |

- Cordón fue sancionado con la pérdida de dos puntos

|  | Desciende a Segunda División. |

### Segunda fase
| Puesto | Equipo            | PG | PP | PJ | Ptos. |
| ------ | ----------------- | -- | -- | -- | ----- |
| 1º     | Salto Uruguay     | 13 | 5  | 18 | 31    |
| 2º     | Paysandú BBC      | 12 | 6  | 18 | 30    |
| 3º     | Aguada            | 11 | 7  | 18 | 29    |
| 4º     | Trouville         | 11 | 7  | 18 | 29    |
| 5º     | Malvín            | 9  | 9  | 18 | 27    |
| 6º     | Defensor Sporting | 9  | 9  | 18 | 27    |
| 7º     | Biguá             | 7  | 11 | 18 | 25    |
| 8º     | Welcome           | 7  | 11 | 18 | 25    |
| 9º     | Independiente     | 6  | 12 | 18 | 24    |
| 10º    | Anastasia         | 5  | 13 | 18 | 23    |

|  | Equipos clasificados a Play offs. |

### Play offs
|  | Cuartos de final    | Cuartos de final |                |                 | Semifinales | Semifinales |  |                 | Final | Final |  |
|  |                     |                  |                |                 |             |             |  |                 |       |       |  |
|  |                     |                  |                |                 |             |             |  |                 |       |       |  |
|  | 1 Salto Uruguay     | 2                |                |                 |             |             |  |                 |       |       |  |
|  | 1 Salto Uruguay     | 2                |                |                 |             |             |  |                 |       |       |  |
|  | 8 Welcome           | 1                |                |                 |             |             |  |                 |       |       |  |
|  | 8 Welcome           | 1                |                | 1 Salto Uruguay | 2           |             |  |                 |       |       |  |
|  |                     |                  |                | 1 Salto Uruguay | 2           |             |  |                 |       |       |  |
|  |                     |                  | 4 Trouville    | 1               |             |             |  |                 |       |       |  |
|  | 4 Trouville         | 2                | 4 Trouville    | 1               |             |             |  |                 |       |       |  |
|  | 4 Trouville         | 2                |                |                 |             |             |  |                 |       |       |  |
|  | 5 Malvín            | 0                |                |                 |             |             |  |                 |       |       |  |
|  | 5 Malvín            | 0                |                |                 |             |             |  | 1 Salto Uruguay | 3     |       |  |
|  |                     |                  |                |                 |             |             |  | 1 Salto Uruguay | 3     |       |  |
|  |                     |                  | 2 Paysandú BBC | 1               |             |             |  |                 |       |       |  |
|  | 2 Paysandú BBC      | 2                | 2 Paysandú BBC | 1               |             |             |  |                 |       |       |  |
|  | 2 Paysandú BBC      | 2                |                |                 |             |             |  |                 |       |       |  |
|  | 7 Biguá             | 1                |                |                 |             |             |  |                 |       |       |  |
|  | 7 Biguá             | 1                |                | 2 Paysandú BBC  | 2           |             |  |                 |       |       |  |
|  |                     |                  |                | 2 Paysandú BBC  | 2           |             |  |                 |       |       |  |
|  |                     |                  | 3 Aguada       | 1               |             |             |  |                 |       |       |  |
|  | 3 Aguada            | 2                | 3 Aguada       | 1               |             |             |  |                 |       |       |  |
|  | 3 Aguada            | 2                |                |                 |             |             |  |                 |       |       |  |
|  | 6 Defensor Sporting | 0                |                |                 |             |             |  |                 |       |       |  |
|  | 6 Defensor Sporting | 0                |                |                 |             |             |  |                 |       |       |  |
|  |                     |                  |                |                 |             |             |  |                 |       |       |  |

|                                                           |
| Uruguay                                                   |
| Campeón Uruguayo 2004-05 Salto Uruguay 1.er título de LUB |